# Bezaubernde Frau
Bezaubernde Frau (Originaltitel: Tea for Two) ist ein US-amerikanisches Filmmusical von David Butler aus dem Jahr 1950.

## Handlung
Nanette, eine Sängerin, möchte ein Musical finanziert bekommen. Ihr Onkel unterstützt sie, wenn sie einen Tag lang jede Frage mit „Nein“ beantworten wird.

## Hintergrund
Der Drehbuchautor Harry Clork ließ sich von dem am Broadway erschienenen Musical No, No, Nanette (1925) inspirieren.
Der Film wurde von der Produktionsfirma Warner Bros. fertiggestellt und vertrieben. Die Musicalverfilmung wurde in Mono, bei einem Seitenverhältnis von 1,37:1 auf einem 35-mm-Film, aufgenommen. Die Filmaufnahmen entstanden in den Warner Bros. Filmstudio in Burbank, Kalifornien.
Der Film feierte am 1. September 1950 in New York City Premiere und lief einen Tag später in den Kinos an. In Westdeutschland wurde der Film am 5. Oktober 1951 ausgestrahlt.

## Rezeption
Das Lexikon des internationalen Films schrieb, dass es ein „laues Musical“ und „in der Synchronfassung mit schlecht eingedeutschten Songs umgesetzt“ sei.
Bosley Crowther von der New York Times urteilte über das Musical, dass es „angenehm unterhaltsam“ und „lebhaft“ sei.